# Punta Maladecia
La Punta Maladecia (2.745 m s.l.m.) è una montagna delle Alpi Marittime situata in provincia di Cuneo.

## Caratteristiche
La montagna sovrasta la valle che da Vinadio sale al santuario di Sant'Anna ed al Colle della Lombarda.

## Salita alla vetta
Si può salire sulla vetta lasciando l'automobile lungo la strada che conduce al Colle della Lombarda; più in particolare dopo che la strada si è diramata da quella che sale al santuario di Sant'Anna si percorrono i tornanti in salita e poi quando la strada diventa più pianeggiante si posteggia lungo la strada a quota di circa 2.000 metri.